# リンデマン・ヒンシェルウッド機構
反応速度論においてリンデマン・ヒンシェルウッド機構（リンデマン・ヒンシェルウッドきこう、英: Lindemann–Hinshelwood mechanism）あるいはリンデマン機構とは、反応機構のスキームを表す。フレデリック・リンデマンが1922年に提案し、シリル・ヒンシェルウッドが発展させた。
この理論では、見かけ上の単分子反応を2つの反応段階に分け、それぞれに速度定数を定義する。全体の反応速度式は2段階の速度式と速度定数から求められる。
リンドマン・ヒンシェルウッド機構は気相中での化学分解や異性化反応をモデル化するために使われてきた。しかし分解や異性化の実験式は反応物に対して1次であるのに、リンデマン・ヒンシェルウッド機構で計算すると2分子反応の方が優先する。したがって、ある場合においては活性化段階が2次反応である可能性がある。

## 活性化反応中間体
1分子反応の反応式はA → Pと書かれる。ただしAは反応物、Pは生成物である（異性化反応ではPはひとつ、分解反応では複数である）。
リンデマン・ヒンシェルウッド機構は通常活性化した反応中間体を含む。これをA*で表す。活性中間体A*は2つ目の分子Mとの衝突により十分な活性化エネルギーが得られてからでないと生成しない。そのあとは、不活性化してAに戻るか、1分子反応の段階を踏んでPになるかのどちらかである。
2段階反応の反応機構は次のようになる。
{\displaystyle {\begin{aligned}{\ce {{A}+M}}\ &{\ce {<=>{A^{\ast }}+M}}\\{\ce {A^{\ast }}}\ &{\ce {->P}}\end{aligned}}}

## 定常状態近似を使った場合反応速度式
Pが生成する反応の反応速度式は、中間体A*の生成速度と消費速度がほぼ等しく、濃度がほぼ一定であると考えられる場合に使える定常状態近似を用いて書き表すことができる。。この近似で速度式の計算が簡略化される。
上の2段階からなる反応において、第1段階の正反応の速度定数をk1、逆反応の速度定数をk−1、第2段階の反応速度定数をk2とおく。それぞれの反応の反応次数は分子度に等しい。
中間体A*の生成速度は以下のように表される:
{\displaystyle {\frac {d[{\ce {A}}^{*}]}{dt}}=k_{1}[{\ce {A}}][{\ce {M}}]} （第1段階の正反応）
A*は第1段階の逆反応と第2段階の両方で消費される。それぞれのA*の消費速度の式は以下のように表される:
{\displaystyle -{\frac {d[{\ce {A}}^{*}]}{dt}}=k_{-1}[{\ce {A}}^{*}][M]}（第1段階の逆反応）
{\displaystyle -{\frac {d[{\ce {A}}^{*}]}{dt}}=k_{2}[{\ce {A}}^{*}]}（第2段階）
定常状態近似を使い、A*の生成速度と消費速度は等しいとする。ゆえに:
{\displaystyle k_{1}[{\ce {A}}][{\ce {M}}]=k_{-1}[{\ce {A}}^{*}][{\ce {M}}]+k_{2}[{\ce {A}}^{*}]}
{\displaystyle [{\ce {A}}^{*}]}について解くと、次の式が得られる。
{\displaystyle [{\ce {A}}^{*}]={\frac {k_{1}[{\ce {A}}][{\ce {M}}]}{k_{-1}[{\ce {M}}]+k_{2}}}}
全体の反応速度式は
{\displaystyle {\frac {d[{\ce {P}}]}{dt}}=k_{2}[{\ce {A}}^{*}]}
となる。
[A*]に求めた式を代入し、全体の反応速度式を反応物であるAとMの濃度で表現すると次のようになる。
{\displaystyle {\frac {d[{\ce {P}}]}{dt}}={\frac {k_{1}k_{2}[{\ce {A}}][{\ce {M}}]}{k_{-1}[{\ce {M}}]+k_{2}}}}

## 反応次数と律速段階
定常状態における方程式は混合次数であり、1分子反応は1次、2次反応の両方が可能で、どちらになるかは分母の2項のうちどちらが大きいかで変わることを示している。十分に低圧な環境の場合{\displaystyle k_{-1}[{\ce {M}}]\ll k_{2}}であるから、{\displaystyle d[{\ce {P}}]/dt=k_{1}[{\ce {A}}][{\ce {M}}]}、つまり2次反応となる。このとき律速段階は2分子を活性化させる反応である第1段階である。
しかし高圧では{\displaystyle k_{-1}[{\ce {M}}]\gg k_{2}}であるから、{\displaystyle {\frac {d[{\ce {P}}]}{dt}}={\frac {k_{1}k_{2}}{k_{-1}}}[{\ce {A}}]}つまり1次反応となる。律速段階は第2段階、つまり活性化分子による単分子反応である。
この理論は、実効速度定数（係数）{\displaystyle k_{uni}}を定義することで確かめられる。実行速度定数は任意の圧力で正味の反応次数が1次だった場合、{\displaystyle {\frac {d[{\ce {P}}]}{dt}}=k_{uni}[{\ce {A}}],\quad k_{uni}={\frac {1}{[A]}}{\frac {d[P]}{dt}}}となる。リンデマン・ヒンシェルウッド機構の主張ではkが圧力とともに低下し、その逆数は{\displaystyle {\frac {1}{k}}={\frac {k_{-1}}{k_{1}k_{2}}}+{\frac {1}{k_{1}[{\ce {M}}]}}}を満たし、{\displaystyle {\frac {1}{[{\ce {M}}]}}}あるいは{\displaystyle {\frac {1}{p}}}の線形関数になる。実験的には、多くの反応において低圧で{\displaystyle k}が減少するが、{\displaystyle 1/p}の関数としてグラフに表した時の{\displaystyle 1/k}はかなり曲がっていることがわかっている。1分子反応について速度定数の圧力依存性を正確に説明するためには、RRKM理論などのより詳細な理論が必要になる。

## 五酸化二窒素の分解
リンデマン・ヒンシェルウッド機構の実験的調査は、最初の頃は気相中での五酸化二窒素の分解（2 N2O5 → 2 N2O4 + O2）を用いて行われた。この反応はファリントン・ダニエルズらによって行われ、当初は真の1分子反応だと思われていた。しかし、実際は多段階反応であった。オッグによって考え出された反応機構は次のとおりである。
N2O5  NO2 + NO3
NO2 + NO3 → NO2 + O2 + NO
NO + N2O5 → 3 NO2
定常状態近似を用いた分析で、この反応機構でも1次反応を説明でき、速度定数が極低圧で急激に小さくなることを説明できることが示された。